# Syagrus pseudococos
Syagrus pseudococos é uma palmeira, por isso pertence à família botânica Arecaceae e ao gênero Syagrus. A etimologia da espécie vem do latim e quer dizer falso (pseudo) coco (cocos) em referência ao coqueiro (Cocos nucifera). É endêmica da região Sudeste do Brasil, mais precisamente dos estados do Rio de Janeiro, Espírito Santo e São Paulo. Popularmente tem nomes diferentes de acordo com a localidade que é encontrada: como coco-amargoso, coco-verde, guariroba, patioba e peririma.

## Taxonomia
A espécie foi descrita em 1870 por (Raddi) Glassman.
Barbosa pseudococos (Raddi) Becce.; Cocos mikaniana Mart.; Langsdorffia pseudococos Raddi; Syagrus mikaniana (Mart.) Mart.

## Forma de vida
Espécie de palmeira terrícola.

## Descrição
Palmeira de caule (estipe) solitário que pode alcançar entre 10-15 metros de comprimento e de 15 a 25 centímetros de diâmetro, com superfície anelada devido às cicatrizes foliares.  Suas folhas são marcadamente plumosas,  arqueadas e com de 2 a 3 metros de comprimento (com bainhas de 1,18 - 1,30m; pseudopecíolo com 0,55 - 1,2 m; e raque de 1,7-2,5m). Os folíolos variam entre 90 e 150 distribuídos irregularmente em grupos de 2-4 em, em ambos os lados. Suas inflorescências são formadas por bráctea peduncular bastante lignificada que confere uma forma de concha muito estriada na parte externa, podendo alcançar até 79 cm. Seus frutos são verde-amarelados, com formato ovoides de 5,5 - 6,8 cm de comprimento, com uma polpa fibro-carnosa e espessa.
De forma geral é considerada uma das espécies mais bonitas de palmeiras. Suas folhas com verde-esmeralda profundo e com seu estipe cinza amarronzado, e com folíolos em forma de V conferem uma harmonia e singularidade apreciada pelos amantes de palmeiras. Em análise de DNA foi observado a sua proximidade com o coqueiro, que reforça a teoria que o coco tem como centro de origem o Nordeste brasileiro, mais precisamente no Estado do Ceará ou da Bahia. Palmeira tipicamente tropical com sensibilidade a geadas.

## Conservação
Não é reportada como espécie em perigo de extinção pela Portaria do Ministério do Meio Ambiente nº 148, de 7 de junho de 2022.